# Parque de Bolívar (Cartagena de Indias)

Localización y entorno urbano del Parque de Bolívar.

El parque de Bolívar, también conocido como plaza de Bolívar, es un parque urbano ubicado en el centro histórico de la ciudad colombiana de Cartagena de Indias. Es un sitio emblemático de la ciudad, cargado de simbolismos históricos y culturales. Fue llamado originalmente plaza de la iglesia, más tarde, plaza Mayor, lugar donde se realizaban los actos militares de la época, pero en 1610 se instaló en Cartagena el Santo Tribunal de la Inquisición y tomó el nombre de plaza de la Inquisición. En 1896 se instaló la estatua ecuestre de Simón Bolívar y desde entonces pasó a llamarse plaza de Bolívar. La estatua fue modelada en Múnich por el escultor venezolano Eloy Palacios, está hecha en bronce y su pedestal es de granito de Finlandia; existen dos réplicas en Maracaibo y Guayaquil. 

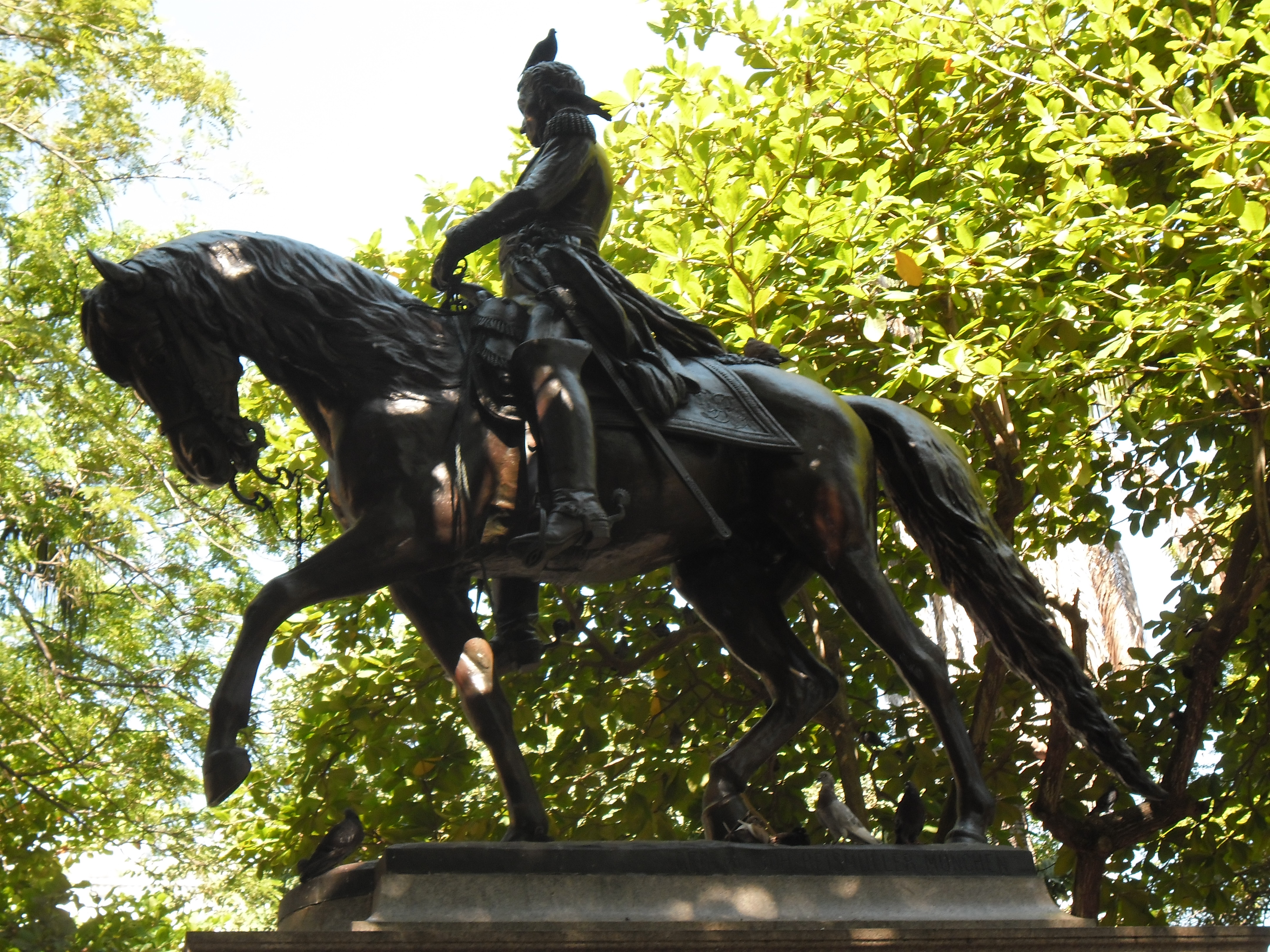

El centro histórico de la ciudad es un recinto amurallado, con calles estrechas, manzanas con formas irregulares, edificaciones de los periodos colonial y republicano, que en la mayoría de los casos no superan los 3 o 4 pisos. El centro histórico, también conocido como la "ciudad amurallada", fue declarado Patrimonio de la Humanidad por la Unesco y es un fuerte polo turístico de Colombia. 

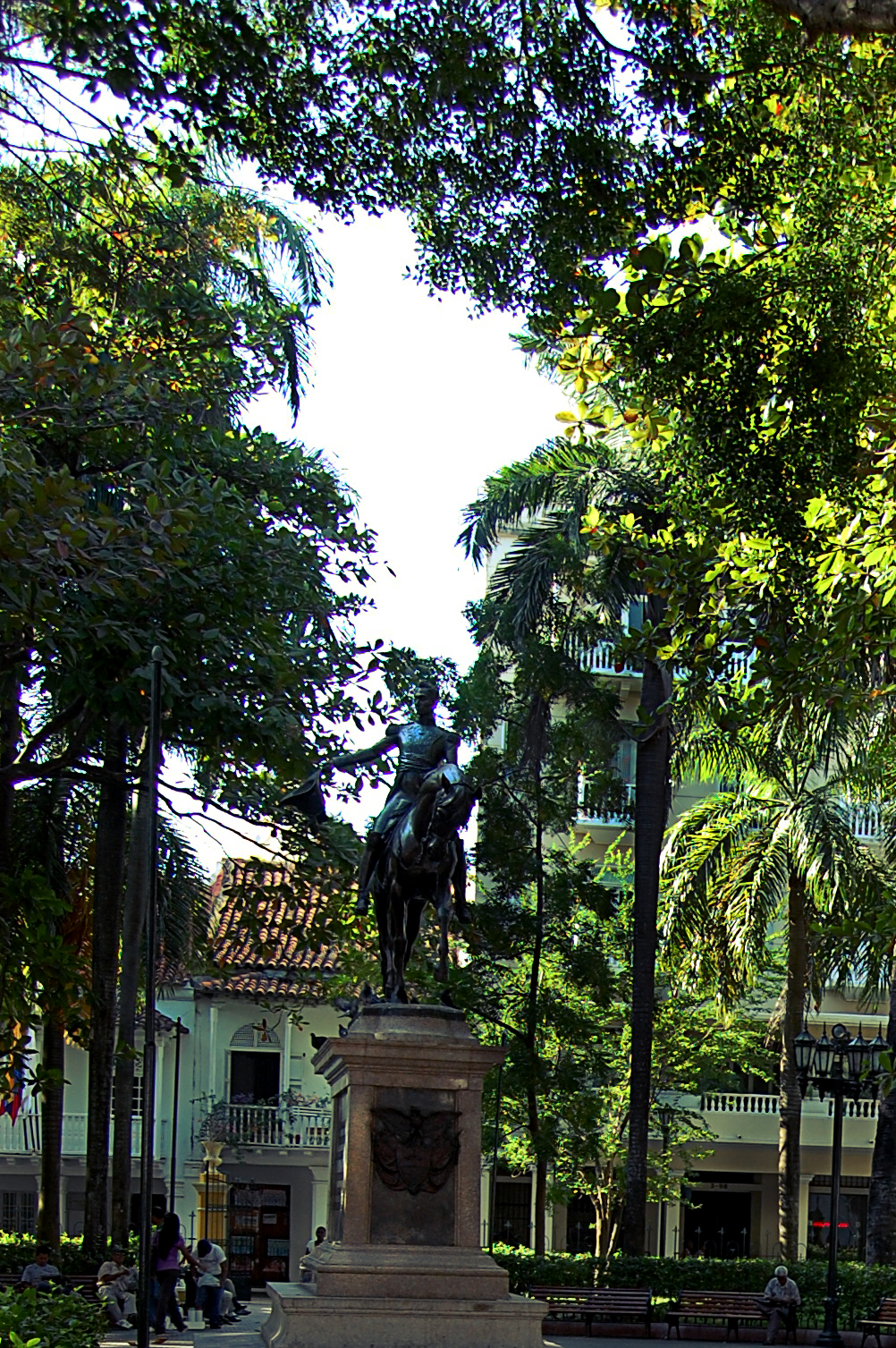
Parque de Bolívar.

El parque cuenta con zonas verdes y pavimentadas, posee una variada arborización, dentro de su mobiliario cuenta con bancas, fuentes de agua, y demás elementos típicos que se encuentran en un espacio público como este. Las calles aledañas al parque tienen un uso del suelo mixto, donde confluyen vivienda, comercio y servicios.
Alrededor del parque se encuentran edificaciones como el Palacio de la Inquisición, de estilo barroco; la catedral de Cartagena, de estilo herreriano; el Palacio de la Proclamación, donde funcionó el ayuntamiento y hasta 2016 fue la sede de la gobernación del departamento de Bolívar; el edificio del Banco de la República, y el Museo del Oro Zenú.
La remodelación del parque tuvo un costo de 1.650.000.000 millones de pesos, fue reabierto en noviembre de 2023.

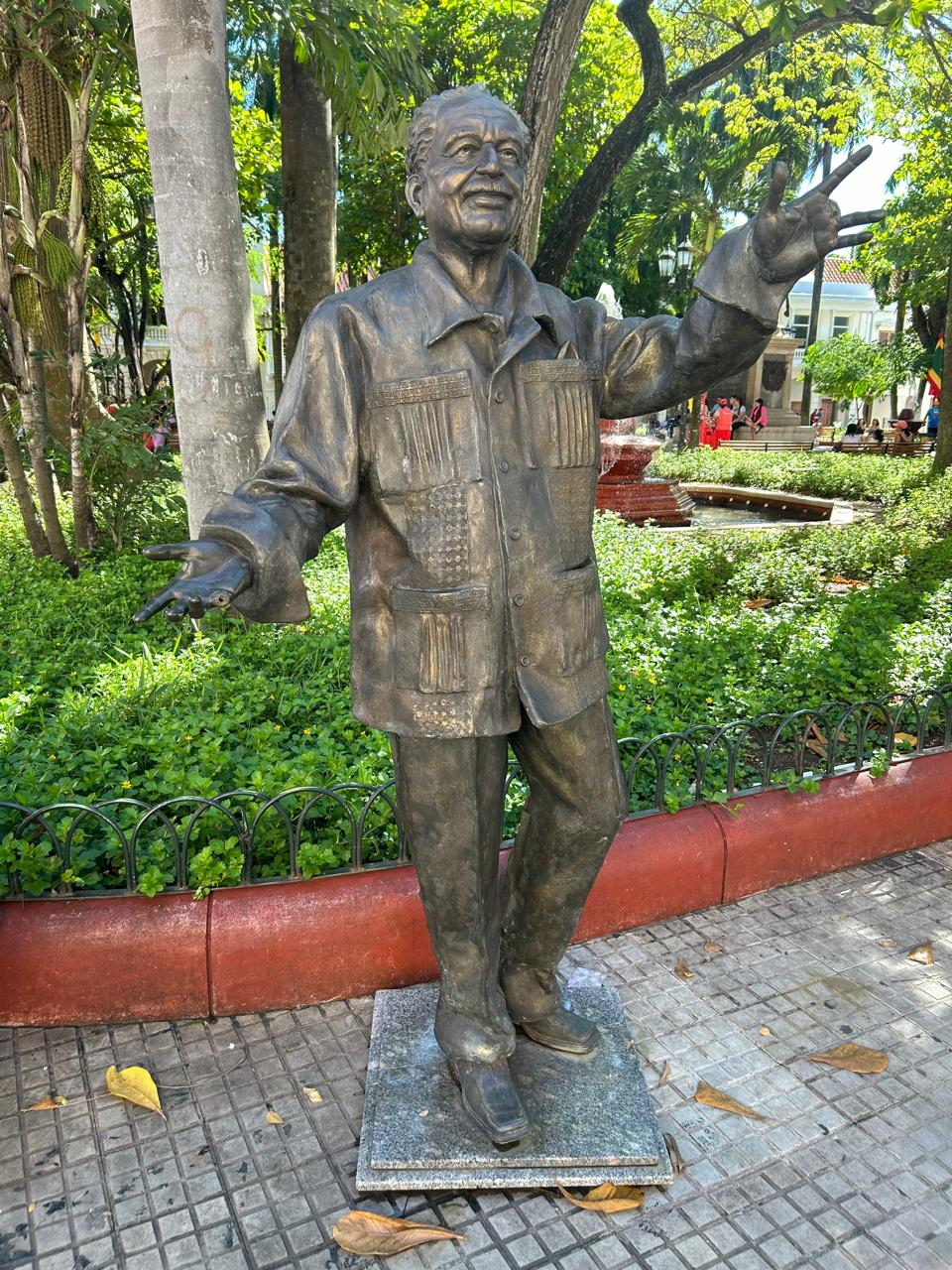
Estatua de G. García Márquez en el parque Bolívar

En una de las esquinas del parque se encuentra un centenario mortero de artillería de la época colonial, de 4 toneladas, encontrado en 1927 en las cercanías del fuerte de San Fernando de Bocachica, en la isla de Tierrabomba, y trasladado al sitio el 21 de febrero de 1930. 
En la esquina nororiental hay una estatua de Gabriel García Márquez.